# Касл-Гілл (Каліфорнія)
Касл-Гілл (англ. Castle Hill) — переписна місцевість (CDP) в США, в окрузі Контра-Коста штату Каліфорнія. Населення — 1271 особа (2020).

## Географія
Касл-Гілл розташований за координатами 37°52′23″ пн. ш. 122°3′26″ зх. д. / 37.87306° пн. ш. 122.05722° зх. д. (37.872963, -122.057333).  За даними Бюро перепису населення США в 2010 році переписна місцевість мала площу 1,89 км², уся площа — суходіл.

## Демографія
Згідно з переписом 2010 року, у переписній місцевості мешкало 1299 осіб у 497 домогосподарствах у складі 369 родин. Густота населення становила 689 осіб/км².  Було 523 помешкання (277/км²).
Расовий склад населення:
| - 85,6 % — білих - 8,5 % — азіатів - 2,2 % — чорних або афроамериканців - 0,2 % — вихідців з тихоокеанських островів - 0,1 % — корінних американців |

До двох чи більше рас належало 2,8 %. Частка іспаномовних становила 6,0 % від усіх жителів.
За віковим діапазоном населення розподілялося таким чином: 21,2 % — особи молодші 18 років, 56,7 % — особи у віці 18—64 років, 22,1 % — особи у віці 65 років та старші. Медіана віку мешканця становила 50,3 року. На 100 осіб жіночої статі у переписній місцевості припадало 97,7 чоловіків;  на 100 жінок у віці від 18 років та старших — 93,9 чоловіків також старших 18 років.
За межею бідності перебувало 1,9 % осіб, у тому числі 0,0 % дітей у віці до 18 років та 0,0 % осіб у віці 65 років та старших.
Цивільне працевлаштоване населення становило 529 осіб. Основні галузі зайнятості: науковці, спеціалісти, менеджери — 32,9 %, освіта, охорона здоров'я та соціальна допомога — 27,6 %, роздрібна торгівля — 13,0 %, фінанси, страхування та нерухомість — 8,7 %.